# 바우브지흐군

돌니실롱스크주 지도에 표시된 바우브지흐군의 위치

바우브지흐군(폴란드어: powiat wałbrzyski)은 폴란드 돌니실롱스크주에 위치한 군으로 면적은 514.18km2, 인구는 55,820명(2019년 6월 30일 기준), 인구 밀도는 110명/km2이다. 군청 소재지는 바우브지흐이지만 바우브지흐군에 속하지 않고 별도의 도시군으로 존재한다.
서쪽으로는 카미엔나구라군, 북쪽으로는 야보르군, 북동쪽으로는 시비드니차군, 동쪽으로는 지에르조니우프군, 남동쪽으로는 크워츠코군과 접하며 남쪽으로는 체코와 국경을 접한다. 8개 지방 자치체(3개 도시, 2개 도시형 농촌, 3개 농촌)를 관할한다.

군기
군 문장